# 구내식당 (텔레비전 프로그램)
《구내식당》은 MBC TV에서 2018년 7월 19일부터 2018년 10월 13일까지 방영한 텔레비전 프로그램이다.

## 방송 시간
이 프로그램은 첫 회부터 목요일 밤 11시 10분에 편성하다 2018년 9월 22일부터 토요일 낮 12시로 시간대가 변경됐는데 이는 고정 출연자 가운데 한 명인 이상민이 나온 SBS 《무확행》과의 겹치기 출연을 피하기 위한 것으로 풀이된다.
| 방송 채널 | 방송 기간                          | 방송 시간                       | 방송 분량  |
| --------- | ---------------------------------- | ------------------------------- | ---------- |
| MBC TV    | 2018년 7월 19일 ~ 2018년 9월 13일  | 목요일 밤 11시 10분 ~ 12시 30분 | 1시간 20분 |
| MBC TV    | 2018년 9월 22일 ~ 2018년 10월 13일 | 토요일 낮 12시 ~ 1시 30분       | 1시간 30분 |

## 출연자
- 이상민
- 김영철
- 조우종
- 성시경

## 방영 목록

### 2018년
| 회차 | 방송일    | 촬영지            |
| ---- | --------- | ----------------- |
| 1회  | 7월 19일  | LG전자            |
| 2회  | 7월 26일  | 농심              |
| 3회  | 8월 9일   | 서울랜드          |
| 4회  | 8월 16일  | 하나투어          |
| 5회  | 8월 30일  | SK텔레콤          |
| 6회  | 9월 6일   | 서울특별시 경찰청 |
| 7회  | 9월 13일  | 하얏트호텔        |
| 8회  | 9월 22일  | 대우건설          |
| 9회  | 10월 6일  | 제주항공          |
| 10회 | 10월 13일 | 네오플            |

## 시청률
최저 시청률과 최고 시청률은 시청률 조사회사와 지역별로 시청률에 차이가 있을 수 있습니다.

### 2018년
| 회차 | 방송일    | TNmS 시청률    | AGB 시청률     |
| 회차 | 방송일    | 대한민국(전국) | 대한민국(전국) |
| ---- | --------- | -------------- | -------------- |
| 1회  | 7월 19일  | 2.4%           | %              |
| 2회  | 7월 26일  | %              | %              |
| 3회  | 8월 9일   | %              | %              |
| 4회  | 8월 16일  | %              | %              |
| 5회  | 8월 30일  | %              | %              |
| 6회  | 9월 6일   | %              | %              |
| 7회  | 9월 13일  | %              | %              |
| 8회  | 9월 22일  | %              | %              |
| 9회  | 10월 6일  | %              | %              |
| 10회 | 10월 13일 | %              | %              |